# 加茂神社の稚児舞
加茂神社の稚児舞（かもじんじゃのちごまい）は、富山県射水市加茂中部の下村加茂神社に伝わる民俗芸能の稚児舞。重要無形民俗文化財。

## 概要
下村加茂神社は、京都賀茂御祖神社の荘園であった倉垣荘の荘家跡に勧請された神社。同社の稚児舞は平安時代に賀茂御祖神社から伝承したとされ、9月4日の秋祭りに演じられる。4人の稚児を大人が肩に乗せ集落内約2Kmを回りお披露目する「連行」を行い、その後拝殿前に設けた仮舞台上で「鉾の舞」、「林歌」、「胡蝶の舞」、「天の舞」など9曲（もと11曲）を舞う。
1965年（昭和40年）1月1日に富山県無形民俗文化財に、1970年（昭和45年）6月8日に選択無形民俗文化財にそれぞれ選択され、その後、明日の稚児舞・熊野神社の稚児舞とともに越中の稚児舞として、1982年（昭和57年）1月14日に重要無形民俗文化財に指定された。また2006年（平成18年）には、「とやまの文化財百選（とやまの祭り百選部門）」に選定されている。
2015年（平成27年）10月25日に、第35回全国豊かな海づくり大会において、新湊の海王丸パークで天皇・皇后臨席で行われた海上歓迎・放流行事では、「胡蝶の舞」を舞った。